# Galaxy Macau
Galaxy Macau (tiếng Trung: 澳門銀河綜合渡假城, tiếng Bồ Đào Nha: Galáxia Macau) là một khu nghỉ mát và sòng bạc nằm ở Lộ Đãng Thành, Ma Cao, Trung Quốc. Công việc xây dựng dự án được bắt đầu vào năm 2002. Ngày khánh thành khu nghỉ mát đã được lên lịch lại nhiều lần. Vào ngày 10 tháng 3 năm 2011, Galaxy Entertainment Group (chủ sở hữu khu nghỉ mát) cho biết Galaxy Macau sẽ chính thức được khánh thành vào ngày 15 tháng 5 năm 2011. Khu nghỉ mát được xây dựng với chi phí 14,9 tỷ đô la Hồng Kông (1,9 tỷ đô la Mỹ) và được thiết kế bởi Gary Goddard. Khu nghỉ mát hiện có năm khách sạn khác nhau, bao gồm Galaxy Macau, Banyan Tree, Hotel Okura, The Ritz-Carlton và JW Marriott, với mỗi khách sạn có 'phong cách' riêng.